# Lantbrukets Arbetsmiljökommitté
Lantbrukets Arbetsmiljökommitté, LAMK, är ett nätverk i Sverige som arbetar för en bättre arbetsmiljö inom lantbruket. Nätverket bildades 1982.  I nätverket ingår representanter för institutioner, organisationer och rådgivande organ inom eller med anknytning till den gröna sektorn.

## Syfte och målsättning
Målsättningen med nätverket är att de som arbetar inom lantbruket ska kunna arbeta med bibehållen hälsa samtidigt som man kan utvecklas och trivas med sitt arbete.
Inom nätverket samlas de ingående organisationerna regelbundet för att diskutera, bearbeta och identifiera aktuella arbetsmiljöfrågor inom lantbruksnäringen.
Nätverket bidrar också bland annat till att initiera nya forskningsprojekt och informationsmaterial.

## Organisationer inom Lantbrukets Arbetsmiljökommitté
- Lantbrukarnas Riksförbund, LRF
- Research Institutes of Sweden, Rise
- Sveriges Lantbruksuniversitet, SLU
- Svenska Kommunalarbetareförbundet
- Arbetsmiljöverket
- Gröna arbetsgivare
- Maskinleverantörerna, ML
- DeLaval International AB
- Växa Sverige
- Naturbruksskolornas Förening, NF
- Hushållningssällskapet HIR Skåne